# Sapium saltense
Espèce
Synonymes
- Excoecaria aerea (Klotzsch ex Müll.Arg.) Müll.Arg.[2]
- Excoecaria biglandulosa Müll.Arg.[2]
- Stillingia haematantha Standl.[2]
- Stillingia marginata (Müll.Arg.) Baill.[2]
- Stillingia prunifolia (Klotzsch) Baill.[2]

Statut de conservation UICN

 VU B1+2c : Vulnérable
Sapium saltense est une espèce de plantes à fleurs de la famille des Euphorbiaceae.

## Publication originale
- Phytologia 14: 451. 1967.